# Thermonectus marmoratus
Thermonectus marmoratus is een keversoort uit de familie waterroofkevers (Dytiscidae). De wetenschappelijke naam van de soort is voor het eerst geldig gepubliceerd in 1831 door Gray.